# Andrea Bieger
Andrea Bieger (* 8. Oktober 1959 in Kiel) ist eine ehemalige deutsche Kunstturnerin, die elf deutsche Meistertitel gewann.

## Leben
Andrea Bieger vom Kieler TB Brunswik gewann bei den Deutschen Meisterschaften 1974 die Titel am Stufenbarren und im Sprung. Bei den Weltmeisterschaften 1974 erreichte sie mit der deutschen Riege den achten Platz. 1975 und 1976 gewann sie jeweils vier Titel bei den Deutschen Meisterschaften: im Mehrkampf, am Stufenbarren, am Boden und im Sprung. 1976 gewann Bieger zudem die Olympiaqualifikation in Hamburg, an der Turnerinnen aus 14 Ländern teilnahmen. Bei den Olympischen Spielen 1976 in Montreal belegte sie mit der Mannschaft den siebten Rang. Im Mehrkampf kam sie als beste Turnerin der Bundesrepublik Deutschland auf den 12. Platz, ihre beste Platzierung an einem Gerät war der 14. Platz am Stufenbarren. 1980 gewann Bieger noch einen deutschen Meistertitel am Stufenbarren, zu einer zweiten Olympiateilnahme kam es wegen des Olympiaboykotts 1980 nicht.
1996 trennte sich Andrea Bieger von ihrem Mann und zog mit zwei Kindern in die Vereinigten Staaten. In Florida arbeitete sie als Physiotherapeutin, Gymnastik- und Turnlehrerin und baute ihre eigene Schule auf: Bieger International Gymnastics. Andrea Biegers Tochter Jana Bieger gewann als Mitglied der Riege der Vereinigten Staaten bei den Weltmeisterschaften 2006 Silber im Mehrkampf, am Boden und in der Mannschaftswertung.